# Comstock-Preis für Physik
Der Comstock-Preis für Physik (englisch Comstock Prize in Physics) wird von der National Academy of Sciences für „innovative Entdeckungen oder Untersuchungen in den Bereichen Elektrizität, Magnetismus oder Strahlungsenergie im weiteren Sinne“ vergeben.
Die Preisträger müssen Einwohner Nordamerikas sein. Der Preis wurde nach Cyrus B. Comstock benannt und seit 1913 alle fünf Jahre vergeben.

## Liste der Preisträger
- 1913: Robert A. Millikan
- 1918: Samuel Jackson Barnett
- 1923: William Duane
- 1928: Clinton J. Davisson
- 1933: Percy W. Bridgman
- 1938: Ernest O. Lawrence
- 1943: Donald W. Kerst
- 1948: Merle A.Tuve
- 1953: William B. Shockley
- 1958: Charles H. Townes
- 1963: C. S. Wu
- 1968: Leon N Cooper und J. Robert Schrieffer
- 1973: Robert Henry Dicke
- 1978: Raymond Davis junior
- 1983: Theodor W. Hänsch und Peter Sorokin
- 1988: Paul C. W. Chu und Wu Maw-Kuen
- 1993: E. L. Hahn und Charles P. Slichter
- 1999: John Clarke
- 2004: John N. Bahcall
- 2009: Charles L. Bennett
- 2014: Deborah Jin
- 2019: Michal Lipson
- 2024: Michel H. Devoret und Robert Schoelkopf